# Bringing Down the House
Bringing Down the House is een Amerikaanse romantische komedie uit 2003 van Adam Shankman met in de hoofdrollen onder meer Steve Martin en Queen Latifah.

## Verhaal
De gescheiden jurist Peter Sanderson (Steve Martin) werkt voor een gerenommeerd, conservatief kantoor waar de goede waarden en normen primeren. Uitspattingen, zowel op kantoor als in het openbaar, worden door het management niet geduld.
Steven correspondeert via internet met "lawyer-girl". Uit informatie die Peter van haar ontvangt, is zij een deftige blonde, blanke vrouw met een hoog IQ. Wanneer beiden elkaar ontmoeten, blijkt "lawyer-girl" de Afro-Amerikaanse bankroofster Charlene Morton (Queen Latifah) te zijn die uit de gevangenis is ontsnapt. Zij stond wel degelijk op de eerder doorgestuurde foto, maar op de achtergrond.
Charlene beweert dat ze ten onrechte werd veroordeeld en dat ze niets te maken heeft met de bankoverval. Ze wil dat Peter het proces opnieuw opent om dit te bewijzen. De stijve Peter kan niet overweg met de extraverte Charlene en weigert. Daarnaast is zij niet het type van cliënteel dat zijn kantoor verdedigt. Echter begint Charlene hem te chanteren: ze dreigt hun e-mails vrij te geven, ze dreigt een grote deal met een nieuwe klant (Joan Plowright) te doen mislukken, ...
Uiteindelijk gaat Peter akkoord om Charlene te helpen. Omdat ze nergens terechtkan, krijgt ze onderdak bij Peter als zogenaamde kinderoppas. Eén probleem: zijn werkgever woont in dezelfde straat en zijn vrouw is duidelijk racistisch aangelegd.
Dankzij Charlene beseft Peter waarom zijn huwelijk is misgelopen. Hij is een workaholic die nooit tijd vrijmaakte voor zijn vrouw en kinderen. Daarnaast werd hij onmiddellijk kwaad wanneer zijn kinderen iets mispeuterden en luisterde hij nooit naar hun versie van de feiten. Ook beloofde hij zijn kinderen van alles, maar voerde dit nooit uit.
Uiteindelijk gaat Peter undercover in het Afro-Amerikaanse misdaadmilieu en vindt hij de bewijzen dat Charlene er werd ingeluisd en niets te maken heeft met de overval.  Ook kan hij zich verzoenen met zijn ex-vrouw (Jean Smart) en kinderen.

## Rolverdeling
| Acteur            | Personage                  | Opmerkingen                       |
| ----------------- | -------------------------- | --------------------------------- |
| Steve Martin      | Peter Sanderson            |                                   |
| Queen Latifah     | Charlene Morton            |                                   |
| Jean Smart        | Kate Sanderson             | Peters ex-vrouw                   |
| Kimberly J. Brown | Sarah Sanderson            | Peters dochter en oudste kind     |
| Angus T. Jones    | George "Georgie" Sanderson | Peters zoon en jongste kind       |
| Missi Pyle        | Ashley                     | Kates zus                         |
| Joan Plowright    | Virginia Arness            | (potentiële) klant van Peter      |
| Eugene Levy       | Howie Rottman              | collega en beste vriend van Peter |
| Michael Rosenbaum | Todd Gendler               | collega van Peter                 |
| Steve Harris      | Widow                      | Charlenes ex-vriendje             |
| Betty White       | Mrs. Kline                 | Peters buurvrouw                  |